# Christian Hirschbühl
Christian Hirschbühl, né le 19 avril 1990 à Brégence, est un skieur alpin autrichien. Spécialiste du slalom et du slalom géant, il remporte sa première manche de Coupe du monde en fin d'année 2021 lors d'un parallèle.

## Carrière
Membre du club SV Riefensberg, il commence sa carrière dans les compétitions de la FIS lors de l'hiver 2005-2006, puis court le Festival olympique de la jeunesse européenne en 2010 et ses seuls championnats du monde junior en 2010 (19e du slalom géant). Il apparaît pour la première fois dans une course en Coupe du monde en janvier 2015 à l'occasion du slalom de Wengen. En octobre de la même année, il marque ses premiers points au slalom géant de Sölden (22e), puis gagne une manche de la Coupe d'Europe à Kronplatz (City Event). Il s'illustre de nouveau devant son public en janvier 2016 en Search classant septième du slalom de Kitzbühel. En janvier 2017, il s'approche du podium en terminant quatrième du slalom de Wengen.
Il participe aux Jeux olympiques d'hiver de 2018, à Pyeongchang, où il ne voit pas l'arrivée au slalom géant.
Aux Championnats du monde 2019, il est onzième du slalom et reçoit une médaille d'argent en tant que remplaçant dans l'épreuve par équipes. Cet hiver, il établit son meilleur classement général en Coupe du monde, 37e, arrivant cinq fois dans le top dix.
En novembre 2021, l'Autrichien monte sur son premier podium en Coupe du monde en remportant le slalom géant parallèle de Lech / Zürs, en battant son compatriote Dominik Raschner en finale.
Après sa victoire, il finit 21e du slalom de Val d'Isère, mais attrape cet hiver la covid-19, puis se casse la cheville en course à Wengen, qui met fin à ses espoirs de participation olympique.

## Palmarès

### Jeux olympiques
| Édition / Épreuve   | Slalom géant |
| ------------------- | ------------ |
| JO 2018 Pyeongchang | DNF          |

### Championnats du monde
| Édition / Épreuve | Slalom | Par équipes |
| ----------------- | ------ | ----------- |
| Mondiaux 2019 Åre | 11e    | Argent      |

### Coupe du monde
- Meilleur classement général : 37e en 2019.
- 1 podium : 1 victoire en parallèle.

#### Détail de la victoire
| Saison / Épreuve | Slalom parallèle | Total |
| 2021-2022        | Zürs             | 1     |
| Total            | 1                | 1     |

(État au 14 novembre 2021)

#### Classements
| Saison | Général | Slalom | Slalom géant | Super G | Descente | Combiné | Parallèle                        |
| ------ | ------- | ------ | ------------ | ------- | -------- | ------- | -------------------------------- |
| 2016   | 95e     | 34e    | 41e          | —       | —        | —       | Épreuve inexistante à cette date |
| 2017   | 75e     | 28e    | 56e          | —       | —        | —       | Épreuve inexistante à cette date |
| 2018   | 60e     | 26e    | 56e          | —       | —        | —       | Épreuve inexistante à cette date |
| 2019   | 37e     | 13e    | —            | —       | —        | —       | Épreuve inexistante à cette date |
| 2020   | 85e     | 33e    | —            | —       | —        | —       | 29e                              |
| 2021   | 56e     | 25e    | —            | —       | —        | —       | 8e                               |

### Coupe d'Europe
- 5e en 2017.
- 3e du classement de slalom en 2017.
- 5 podiums, dont 3 victoires (2 en slalom, 1 en City Event).

### Championnats d'Autriche
- Champion du slalom en 2015.
- Champion du slalom géant en 2017.